# Untermoos (Gemeinde Würmla)
Untermoos ist ein Ortsteil der Marktgemeinde Würmla in Niederösterreich.

## Geografie
In der Gemeinde Würmla ist Untermoos die östlichste Ortschaft und besteht aus drei großen landwirtschaftlichen Anwesen.

## Geschichte
Laut Adressbuch von Österreich waren im Jahr 1938 in Untermoos zwei Landwirte mit Direktvertrieb ansässig.